# تراسايرا
بلدية تراسايرا (بالإسبانية: Trasierra)‏, هي إحدى بلديات مقاطعة بطليوس, التي تقع في منطقة إكستريمادورا, والتي تقع في غرب إسبانيا.
يبلغ عدد سكانها 718 نسمة وفقاً لإحصائية سنة (2002).